# لندونا
لندونا (به انگلیسی: Llanddona) یک منطقهٔ مسکونی در بریتانیا است که در Llanddona Community واقع شده‌است. لندونا ۶۹۱ نفر جمعیت دارد.